# Psicoterapia positiva

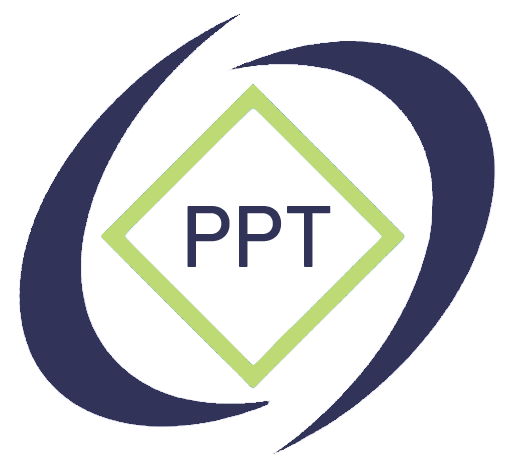
Positive and Transcultural Psychotherapy (PPT after N. Peseschkian since 1977)

A psicoterapia positiva (PPT, depois de Peseschkian, desde 1977) é um método psicoterapêutico desenvolvido pelo psiquiatra e psicoterapeuta Nossrat Peseschkian e seus colaboradores na Alemanha a partir de 1968. O PPT é uma forma de psicoterapia psicodinâmica humanista e se baseia em uma concepção positiva da natureza humana. É um método integrativo que inclui elementos humanísticos, sistêmicos, psicodinâmicos e cognitivo-comportamentais. Desde 2014, há centros e treinamentos disponíveis em vinte países. Não deve ser confundido com a psicologia positiva.

## Descrição
A psicoterapia positiva (PPT) é uma abordagem terapêutica desenvolvida por Nossrat Peseschkian durante as décadas de 1970 e 1980.
Inicialmente conhecida como "análise diferencial", foi posteriormente renomeada como psicoterapia positiva quando Peseschkian publicou seu trabalho em 1977, que foi posteriormente traduzido para o inglês em 1987. O termo "positivo" ou "positivus" (do latim) em PPT refere-se aos aspectos reais, verdadeiros e concretos das experiências humanas. 
O principal objetivo da psicoterapia positiva e de seus profissionais é ajudar os pacientes e clientes a reconhecer e cultivar suas habilidades, pontos fortes, recursos e potenciais. Essa abordagem combina elementos de várias modalidades de psicoterapia, incluindo
- uma perspectiva humanística sobre a natureza humana e a aliança terapêutica,
- uma compreensão psicodinâmica dos transtornos mentais e psicossomáticos,
- uma abordagem sistêmica que considera a família, a cultura, o trabalho e o ambiente, bem como uma abordagem prática, de autoajuda e
- um processo de terapia de cinco etapas orientado por metas que integra técnicas de diferentes métodos terapêuticos[5].

A PPT é caracterizada por sua abordagem centrada no conflito e orientada para os recursos, que se influencia por observações transculturais em mais de vinte culturas diferentes. Posicionada entre a terapia cognitivo-comportamental manualizada e a psicoterapia analítica orientada para o processo, a PPT emprega uma abordagem semiestruturada para diagnóstico, tratamento, autoajuda pós-terapêutica e treinamento.

## Sobre o fundador

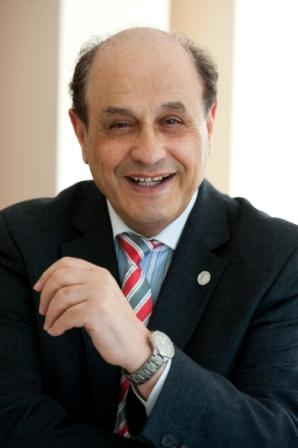
Dr. Nossrat Peseschkian

Nossrat Peseschkian, o fundador da psicoterapia positiva, foi um psiquiatra, neurologista, psicoterapeuta e especialista em medicina psicossomática alemão de ascendência iraniana. No final da década de 1960 e início da década de 1970, ele se inspirou em várias fontes:
- O espírito predominante daquela época que deu origem à psicologia humanista e seus avanços subsequentes.
- Interações pessoais com psicoterapeutas e psiquiatras notáveis e influentes, como Viktor Frankl, Jacob L. Moreno e Heinrich Meng, entre outros.
- Os princípios e valores humanísticos e integrativos da Fé Baháʼi.
- A busca de uma abordagem integrativa, especialmente devido às experiências negativas de conflitos entre psicanalistas e terapeutas comportamentais na Alemanha durante esse período.
- Extensas observações transculturais impulsionadas pela busca de uma metodologia culturalmente sensível.

Peseschkian está ligado ao desenvolvimento da abordagem, pois sua história de vida e personalidade influenciaram fortemente sua criação. Peseschkian foi descrito por seu biógrafo como um "andarilho entre dois mundos" (); sua biografia recebeu o subtítulo The East and the West (O Oriente e o Ocidente).
De acordo com Peseschkian, o desenvolvimento da psicoterapia positiva foi motivado por sua experiência como iraniano vivendo na Europa a partir de 1954. Isso o tornou extremamente consciente das diferenças de comportamento, costumes e atitudes entre as culturas.
Essa conscientização começou na infância, quando ele observou como seus costumes religiosos diferiam dos de seus colegas e professores muçulmanos, cristãos e judeus. Suas experiências o levaram a refletir sobre as relações entre diferentes religiões e pessoas e a compreender que as atitudes são provenientes de visões de mundo e conceitos familiares. Durante seu treinamento especializado, Peseschkian testemunhou confrontos entre diferentes métodos psiquiátricos, neurológicos e psicoterapêuticos - experiências que lhe ensinaram a importância de descartar preconceitos.
A psicoterapia positiva pode ser rastreada até os fundamentos da psicologia humanista e da psicoterapia que foram estabelecidos por Kurt Goldstein, Abraham Maslow e Carl Rogers. A forte influência da psicanálise e seus desenvolvimentos subsequentes, incluindo abordagens neofreudianas, psicossomáticas e orientadas para o foco, como a de Balint, também moldaram a perspectiva de Peseschkian. Em resposta a essas divisões, ele buscou construir uma metateoria que pudesse preencher as lacunas entre elas. Ao mesmo tempo, certos princípios da Fé Bahá'í fascinaram e inspiraram Peseschkian durante toda a sua vida. Esses princípios englobavam a harmonia entre ciência e religião, o conceito bahá'í do ser humano como uma "mina rica em joias de valor inestimável", e a visão de uma sociedade global que abraça a diversidade cultural. Esses princípios desempenharam um papel significativo na formação de seu trabalho e de sua perspectiva filosófica.
O avanço da psicoterapia positiva pode ser atribuído a vários fatores que contribuíram para seu desenvolvimento ao longo do tempo. Esses fatores incluem percepções obtidas na educação médica contínua, experiências adquiridas no trabalho com pacientes em práticas psicoterapêuticas e psicossomáticas, interações com indivíduos de diversas culturas, religiões e sistemas de valores, bem como a natureza diversa e variada dos métodos de psicoterapia. Essas experiências cumulativas culminaram na criação da "Análise Diferencial" em 1969, que posteriormente passou por refinamentos e surgiu como psicoterapia positiva em 1977. Os títulos dos primeiros livros de autoria de Peseschkian, como Psychotherapy of Everyday Life (1974) e "In Search of Meaning" (1983), refletem a influência da psicanálise e das escolas existenciais de psicoterapia no desenvolvimento da psicoterapia positiva. Além disso, o título Positive Family Therapy (1980) ressalta seu crescimento paralelo com a terapia familiar sistêmica durante a década de 1970. No total, Peseschkian é autor de 29 livros e inúmeros artigos sobre essa abordagem, contribuindo para sua ampla literatura e disseminação.

## Desenvolvimento e histórico

### 1970-1980s
A década de 1970 marcou um período importante no desenvolvimento e na aceitação da psicoterapia positiva como a conhecemos hoje. Foi um ponto de virada quando a PPT ganhou maior reconhecimento no campo da psicoterapia. Durante esse período, os princípios fundamentais da PPT começaram a tomar forma e foram implementados no tratamento de vários pacientes e suas famílias. Esses princípios também foram submetidos a testes e apresentados em palestras internacionais, dentro e fora da Alemanha. Nessa época significativa, quatro dos cinco livros fundamentais da PPT foram publicados. Esses livros incluem Psicoterapia da Vida Cotidiana (publicado originalmente como Schatten auf der Sonnenuhr em 1974), Psicoterapia Positiva (publicado originalmente em alemão em 1977), Histórias Orientais em Psicoterapia Positiva (publicado originalmente em alemão em 1979) e Terapia Familiar Positiva (publicado originalmente em alemão em 1980). Além disso, a década de 1970 testemunhou o estabelecimento dos primeiros treinamentos de pós-graduação em PPT, com a criação de uma organização de treinamento em 1974, que mais tarde se tornou a precursora da Academia de Psicoterapia de Wiesbaden (WIAP). A Câmara Médica de Hesse reconheceu essa organização de treinamento em 1979 para o treinamento de residência em psicoterapia. Além disso, a Associação Alemã de Psicoterapia Positiva foi fundada em 1977, tornando-se a primeira associação nacional de psicoterapia positiva do mundo.
Ao longo da década de 1980, o PPT passou por um desenvolvimento contínuo, o que levou ao lançamento de outros livros, como In Search of Meaning (publicado originalmente em alemão em 1983 e posteriormente traduzido para o inglês em 1985). Os esforços de colaboração com jovens colegas contribuíram ainda mais para a sistematização do método PPT. Um marco significativo durante esse período foi a conclusão da dissertação de Hamid Peseschkian em 1988, que foi a primeira dissertação focada exclusivamente no PPT. Nessa dissertação, foi feito um avanço importante na estruturação da primeira entrevista em PPT. Um questionário projetado especificamente para essa entrevista inicial foi apresentado e, posteriormente, submetido a um estudo psicodinâmico. Em 1988, esse questionário para a primeira entrevista, juntamente com o WIPPF (questionário em PPT), foi publicado com pequenas modificações. Esse precursor da primeira entrevista psicodinâmica semiestruturada posterior foi um dos primeiros exemplos no campo da psicoterapia psicodinâmica.
Na década de 1980, Peseschkian viajou muito para ministrar seminários sobre PPT em países em desenvolvimento na Ásia e na América Latina. Durante esse período, importantes trabalhos do PPT foram traduzidos para o inglês. Peseschkian também realizou seminários sobre treinamento gerencial e coaching, gerando interesse na aplicação do PPT nessas áreas.

### 1990-2010
Durante esse período, Peseschkian publicou sua última obra fundamental, Psychosomatics and Positive Psychotherapy (Psicossomática e Psicoterapia Positiva), em 1991 (versão alemã), posteriormente traduzida para o inglês em 2013. Esse livro introduziu uma abordagem estruturada e psicodinâmica para o tratamento de vários distúrbios psicológicos e físicos.
As mudanças políticas na Europa Central e Oriental durante a década de 1990 aceleraram muito a expansão internacional do PPT, que já havia começado na década de 1980. O PPT encontrou um interesse significativo nessas culturas, que ocupavam uma posição psicológica única entre as culturas oriental e ocidental. Os colegas do Leste Europeu, conhecidos por seus métodos de trabalho organizados e sede de conhecimento, desempenharam um papel crucial na sistematização dos seminários de PPT fora da Alemanha. Em 1990, mais de 30 centros foram estabelecidos em todo o mundo, começando com o primeiro em Kazan, na Rússia. As primeiras associações nacionais de psicoterapia positiva foram formadas na Bulgária (1993), Romênia (2004) e Rússia. A internacionalização da PPT continuou com o registro legal do International Center for Positive Psychotherapy em 1996 como uma ONG na Alemanha, que mais tarde evoluiu para a World Association for Positive and Transcultural Psychotherapy (WAPP). Esses desenvolvimentos coincidiram com a criação da European Association of Psychotherapy (EAP) em Viena, em 1990, que estabeleceu padrões profissionais e legais para a psicoterapia. Os representantes da psicoterapia positiva têm se envolvido ativamente na EAP desde seu início.
Nos países de língua alemã, um debate sobre a eficácia de vários métodos de psicoterapia foi desencadeado pela publicação de Klaus Grawe em 1994 e pela discussão que se seguiu em torno das leis de psicoterapia. Em resposta, Peseschkian e seus colegas realizaram um extenso Estudo de Eficácia da Psicoterapia Positiva, que recebeu o Prêmio Richard Merten em 1997. Esse estudo forneceu evidências empíricas da eficácia prática da PPT e se alinhou com a crescente ênfase em práticas baseadas em evidências em psicoterapia.
Em 1999, foi publicado um currículo de treinamento internacional para estudos avançados em PPT, com base em experiências de diferentes países. O ano 2000 marcou a inauguração do treinamento internacional anual para instrutores em psicoterapia positiva. A expansão da PPT foi formalizada na Alemanha, com a Academia de Psicoterapia de Wiesbaden (WIAP) recebendo reconhecimento governamental para a formação de residência de pós-graduação de psicólogos em psicoterapia psicodinâmica e de pedagogos e assistentes sociais em psicoterapia de crianças e adolescentes. A lei alemã para psicoterapeutas, de 1998, estimulou outros desenvolvimentos no currículo e na sistematização do treinamento básico e avançado em PPT, estendendo sua influência para além da Alemanha. Com o passar dos anos, seminários de nível básico realizados na Europa Oriental levaram ao surgimento de novos conceitos. O PPT transcendeu seu contexto médico original e encontrou aplicação em vários domínios, incluindo educação escolar e universitária, treinamento gerencial e coaching. O primeiro congresso mundial de PPT foi organizado em 1997 em São Petersburgo, Rússia, e desde então a cada 3-4 anos. Em 2005, o primeiro programa de pós-graduação que oferece um mestrado em PPT foi concluído na Universidade UTEPSA em Santa Cruz, Bolívia. A Prof.-Peseschkian Foundation, também conhecida como International Academy of Positive and Transcultural Psychotherapy (IAPP), foi criada em 2005 por Manije e Nossrat Peseschkian. Ela facilita iniciativas internacionais e supervisiona o gerenciamento dos Arquivos Internacionais de Psicoterapia Positiva.

### Desde 2010
Com o falecimento de Nossrat Peseschkian como fundador do PPT em 2010, a comunidade do PPT entrou em uma nova fase.
A Associação Mundial de Psicoterapia Positiva e Transcultural (WAPP) é a organização global de psicoterapia positiva. Fundada em 1996 como o Centro Internacional de Psicoterapia Positiva, a WAPP é composta por membros individuais, associações nacionais, institutos de treinamento, centros e escritórios de representação em nível nacional e regional. Seu principal objetivo é fornecer apoio a seus membros e indivíduos interessados em estudar, praticar e promover a psicoterapia positiva. A WAPP está registrada como uma organização sem fins lucrativos em Wiesbaden, Alemanha, e em 2023 contava com mais de 2.200 membros individuais em 50 países.
A psicoterapia positiva é uma modalidade oficialmente reconhecida pela Associação Europeia de Psicoterapia (EAP). A Federação Europeia de Centros de Psicoterapia Positiva (EFCPP) é uma organização que opera em toda a Europa, atuando como uma Organização Europeia (EWO), Acreditação Europeia (EWO) e Organização Europeia de Acreditação (EFCPP). (EWAO) e um Instituto de Treinamento em Psicoterapia Credenciado na Europa (EAPTI) por meio da Academia IAPP, afiliada à EAP. Os aspirantes a psicoterapeutas podem obter o Certificado Europeu de Psicoterapia (ECP) em Psicoterapia Positiva por meio de treinamento com o EFCPP.
A psicoterapia positiva é uma marca registrada nos Estados Unidos da América (o registro nº 6.082.225). Em 2016, a psicoterapia positiva foi oficialmente registrada na União Europeia e na Suíça.
A partir de 2023, associações nacionais de PPT foram estabelecidas na Bulgária, Geórgia, Alemanha, Romênia, Kosovo, Ucrânia e Etiópia. Além disso, o PPT é promovido ativamente por meio de centros de treinamento locais ou regionais na Armênia, Áustria, Belarus, Bulgária, China, Chipre, Geórgia, Alemanha, Kosovo, Letônia, Macedônia do Norte, Polônia, Romênia, Rússia, Turquia, Ucrânia e Reino Unido. Seminários e palestras sobre PPT chegaram a mais de 80 países em todo o mundo. Notavelmente, o PPT agora está incluído nos currículos dos programas de psicologia e psicoterapia em universidades da Bulgária, Rússia, Ucrânia e Turquia.

## Teoria

### Principais características
Os fundamentos da PPT estão enraizados em teorias científicas que também podem ser encontradas em outras terapias. Entretanto, o método de Peseschkian combina elementos de teorias e práticas de psicoterapia psicodinâmica e humanista para criar uma abordagem de psicoterapia transcultural. A PPT também implementa uma abordagem integrativa que considera as necessidades individuais do cliente, os princípios salutogênicos, a terapia familiar e as ferramentas de autoajuda.
Principais características do método PPT:
- Método de psicoterapia integrativa
- Método psicodinâmico humanista
- Sistema terapêutico coeso e integrado
- Método de curto prazo centrado em conflitos
- Método sensível à cultura
- Uso de histórias, anedotas e sabedorias Intervenções e técnicas inovadoras
- Aplicação em psicoterapia, outras disciplinas médicas, aconselhamento, educação, prevenção, gerenciamento e treinamentos.

A Psicoterapia Positiva Transcultural é um método psicodinâmico de psicoterapia, fundado por Nossrat Peseschkian no ano de 1968 na Alemanha, que possui uma abordagem integracionista e é baseado numa concepção positiva da humanidade. Disseminada em vários países, o seu núcleo encontra-se na cidade de Wiesbaden na Alemanha.

## História e Desenvolvimento
A Psicoterapia Positiva foi fundada em 1968 pelo Professor Doutor Nossrat Peseschkian. O método da Psicoterapia Positiva é baseado numa abordagem transcultural. "A Psicoterapia Positiva é uma notável síntese de psicodinâmica e elementos de terapia comportamental, fazendo uma contribuição essencial à relação unificada dentro das psicoterapias" (Prof. G. Benedetti, Basel). O trabalho envolve a investigação transcultural em 22 grupos culturais diferentes.

### Evolução
- Educação pós-graduada e contínua desde 1971 e existem seminários e cursos anuais na Alemanha. Entre 1974 e 2007 foram treinados cerca de 38 mil médicos, psicólogos e pedagogos. Palestras, seminários, workshops e cursos dados dentro do quadro conceptual de um programa de pós-graduação, educação contínua e congressos, organizados em mais de 76 países e territórios por todo o globo.
- Estabelecimento de uma rede global de cerca de cem centros locais, regionais e nacionais de Psicoterapia Positiva em 23 países, até a data, e um Centro Internacional para Psicoterapia Positiva (ICPP). Publicação de 26 livros, que estão parcialmente traduzidos em 24 diferentes línguas. Aproximadamente 260 artigos foram publicados em revistas científicas. Outros livros também já foram escritos sobre a Psicoterapia Positiva.
- Estudo de Certificação de Qualidade e Eficácia da Psicoterapia Positiva incluindo 450 pacientes, 37 terapeutas, num período de cinco anos. Associação Alemã de Psicoterapia Positiva estabelecida em 1978. Publicação de um Jornal para a Psicoterapia Positiva.
- Programa especial para cursos suplementares para psicólogos (Alemanha).
- Encontro Internacional Anual de Treino para Treinadores de Psicoterapia Positiva – IX. em Junho de 2008, na Alemanha.
- Quatro Congressos Mundiais de Psicoterapia Positiva.
- Biblioteca Internacional com mais de 4.500 livros.
- Arquivos Internacionais de Psicoterapia Positiva.
- Estabelecimento da Academia Internacional para a Psicoterapia Positiva e Trans-Cultural (IAPP) – Fundação Prof. Peseschkian, em 2005.
- Estabelecimento da Academia de Psicoterapia de Wiesbaden (WIAP), com tripla licença para educação pós-graduada em psicoterapia médica, psicoterapia psicológica, e psicoterapia de crianças e adolescentes. É actualmente uma das principais academias de ensino psicoterapêutico na Alemanha, com 45 docentes e palestrantes.

### Alguns prémios e distinções
- Em 1997 Richard-Merten-Prize por "Computer Assisted Quality Assurance in the Positive Psychotherapy", um dos mais conceituados prémios;
- Em 1998 a Federal Medical Chamber da Alemanha premiou o Professor Doutor Peseschkian com a placa Ernst von Bergmann por educação contínua de profissionais médicos;
- Em 2006, a Ordem de Mérito da Bundesverdienstkreuz am Bande, em reconhecimento dos distintos serviços prestados pelo Professor Doutor Nossrat Peseschkian à República Federal da Alemanha, firmado pelo Presidente alemão a 6 de Dezembro de 2005.
- Também em 2006 o Prémio Avicenna da Associação de Médicos e Dentistas Iranianos da Alemanha;
- Em Novembro de 2007, a Encyclopaedia Iranica, avalada pela Universidade de Columbia, Nova Iorque (EUA), distinguiu o Professor Peseschkian em Gala especial em Geneva (Suíça).

## Filiação internacional
- Conselho Mundial de Psicoterapia (WCP) – Certificado Mundial para Psicoterapia;
- Associação Europeia de Psicoterapia (EAP);
- European Wide Accrediting Organization (EWAO) – Certificado Europeu para Psicoterapia;
- Associação Americana de Psiquiatria.

## Nove Teses da Psicoterapia Positiva

### O princípio de "Auto-Ajuda"
A palavra "positivo" no nome Psicoterapia Positiva provém da palavra positum, isto é, daquilo que é factual ou determinado. Distúrbios, perturbações e conflitos dentro do paciente não são as únicas coisas que são factuais e determinadas. O paciente traz, em si mesmo, a capacidade de lidar com os conflitos. Pacientes não só sofrem com conflitos, perturbações, ou distúrbios que possuem; também sofrem da desesperança que o diagnóstico ativa neles. Esta visão unilateral é histórica e culturalmente condicionada. No campo de referência da Psicoterapia Positiva, o paciente aprende a desistir de seu papel de paciente e tornar-se um terapeuta para si mesmo e para o seu ambiente.

### A Teoria do Microtrauma
Esta abordagem foca tanto nos conteúdos do conflito como na dinâmica do conflito. Não só as experiências traumáticas, de um indivíduo, levam à unilateralidade (patologia), mas também a soma de todos os aborrecimentos diários. No que respeita ao aspecto do conteúdo: foi desenvolvido um inventário, que se adequa ao individual. Este inventário também pode ser aplicado à interação em família, assim como em sociedade. Os conteúdos do conflito representam a base teórica para os Instrumentos terapêuticos usados na Psicoterapia Positiva.

### Aspectos Transculturais
O referencial transcultural de pensamento é a base da Psicoterapia Positiva da Terapia Familiar Positiva. Esta abordagem é aplicada na análise da pessoa como membro de um grupo e como um indivíduo. Toda pessoa é situada em, e portanto influenciada por, um quadro cultural no qual cresceu. Ademais, é também influenciado pela família específica para a qual nasceu e pelos muitos indivíduos que encontrou no seu caminho pela vida. Todas estas interações contribuem para que o indivíduo se torne numa pessoa única. É essa singularidade que pode conduzir a problemas intra- e transculturais ao lidar com seu companheiro humano.

### Singularidade da Pessoa
A terapia deve considerar as necessidades do paciente e ser adaptada à singularidade de cada paciente. Contudo, existem traços universais, que fazem que a Psicoterapia Positiva veja a doença como sendo mais que mero traço da pessoa individual: a doença reflete também qualidades de relacionamentos dentro da família e da sociedade.

### Conceitos, mitologias, estórias orientais e folclore
A utilização de histórias e estórias é uma ferramenta aplicada em situações terapêuticas específicas, daí ser importante o uso de Intuição e Imaginação no processo terapêutico. Estórias, que podem ser usadas como mediadores entre o terapeuta e o paciente, são uma ajuda importante. Sem atacar ou desvalorizar diretamente o paciente e os seus conceitos e valores, podemos sugerir ao paciente uma mudança de posição com a ajuda destas ferramentas. Tal mudança de posição, finalmente, permite ao paciente ver a unilateralidade de seus conceitos em relação aos demais, a reinterpretá-los, e a colocá-los em perspectiva através de contra-conceitos.

### A Terapia Familiar Positiva é um construto especial de ideias terapêuticas
Apesar da família se posicionar no centro da atenção, a terapia não se restringe a ver a família como a única unidade terapeuticamente relevante. Ao invés, também tenta ver aos membros da família como indivíduos e, além disso, considera os fatores sociais relevantes para o tratamento. Finalmente, encorajam-se os nossos pacientes a usar as ferramentas que adquiriram durante a Psicoterapia Positiva a ativamente moldar o seu próprio ambiente.

### A terminologia da Psicoterapia Positiva foi desenvolvida para ser compreensível a todos
Sem que haja distinção de classe social, educação, etc.

### Aspectos Meta-teóricos
A Psicoterapia Positiva oferece um conceito compreensível dentro do qual vários métodos e escolas terapêuticas podem ser usados como complementares.

## Academia Internacional
Foi estabelecida em 2005 a Academia Internacional para a Psicoterapia Positiva e Transcultural (IAPP) e Fundação Pesechkian, com o propósito de disseminar os princípios da Psicoterapia Positiva aplicados à sociedade, como crescimento emocional, educação positiva e resolução de conflitos transculturais.

## Países nos quais se encontra disseminada
Existem Países e Territórios nos quais a Psicoterapia Positiva se encontra disseminada, pela publicação de livros, organização de Seminários e Cursos ou presença de membros e docentes da Psicoterapia Positiva, entre as quais o próprio Nossrat Peseschkian.
- África: África do Sul, Etiópia, Egipto e Quénia.
- América: Alasca, Antígua e Barbuda, Argentina, Bahamas, Barbados, Bermudas, Bolívia, Brasil, Canadá, Chile, Estados Unidos da América, México, Panamá, Paraguai, Trindade e Tobago, Uruguai e Venezuela.
- Ásia: Azerbaijão, Cazaquistão, China, Coreia do Sul, Filipinas, Hong Kong, Índia, Indonésia, Irã(o), Israel, Japão, Líbano, Macau, Malásia, Nepal, Singapura e Tajiquistão.
- Austrália e Regiões do Pacífico: Austrália, Fiji, Nova Zelândia e Papua-Nova Guiné.
- Europa: Alemanha, Antiga República da Jugoslávia, Arménia, Áustria, Bélgica, Bielorrússia, Bulgária, Ilhas Canárias, Chipre, Dinamarca, Espanha, Federação Russa, Finlândia, França, Geórgia, Grécia, Hungria, Itália, Kosovo, Letónia, Lituânia, Luxemburgo, Macedónia, Malta, Noruega, Países Baixos, Polónia, Portugal, Reino Unido, República Checa, Roménia, Suécia, Suíça, Turquia.